# Гоулдман, Грэм
Грэм Кит Го́улдман (Graham Keith Gouldman; 10 мая 1946 года, Бротон, Солфорд, Большой Манчестер, Англия) — английский музыкант, один из основателей и лидеров группы 10cc.

## Начало музыкальной карьеры (1963—1968)
С 1963 года играл в ряде манчестерских групп, включая The High Spots, The Crevattes, The Planets and The Whirlwinds. В конце 1964 года Гоулдман распустил The Whirlwinds и вместе со Стивеном Джэкобсоном и Бернардом Бассо в феврале 1965 года организовал группу The Mockingbirds, в которую помимо них вошёл Кевин Годли, барабанщик другой манчестерской группы — The Sabres. The Mockingbirds подписали контракт со звукозаписывающей компанией Columbia Records и выпустили два сингла — «That’s How (It’s Gonna Stay)» в феврале и «I Can Feel We’re Parting» в мае 1965 года. В октябре 1965 года группа записала сингл «You Stole My Love» под лейблом Immediate Records, а на следующий год, уже под лейблом Decca Records, ещё два сингла — «One By One» (июль 1966) и «How to Find a Lover» (октябрь 1966).
В 1966—67 годах Гоулдман записывался с двумя другими группами — High Society и The Manchester Mob. В марте 1968 года он временно вошёл в состав The Mindbenders, заменив басиста Боба Лэнга, и написал два заключительных сингла группы — «Schoolgirl» and «Uncle Joe, the Ice Cream Man». Через восемь месяцев группа распалась. Гоулдман рассказывал, что время, проведённое с The Mindbenders, оставило удручающее впечатление:

«Они катились вниз, они уже практически кончились к тому времени, как я к ним присоединился».
Оригинальный текст (англ.)They were sliding down, they were pretty well finished by the time I joined them.
С 1965 по 1967 год, работая днём а магазине мужской одежды, а по вечерам выступая со своей полупрофессиональной группой, он сочинил целую серию песен, ставших хитами в репертуаре других исполнителей: «For Your Love», «Heart Full of Soul» и «Evil Hearted You» для The Yardbirds, «Bus Stop» и «Look Through Any Window» для The Hollies, «No Milk Today» и «Listen People» для Herman’s Hermits, «Pamela, Pamela» для Уэйна Фонтаны, «Behind the Door» для The St. Louis Union и Шер, «Tallyman» для Джеффа Бека и «Going Home» для Норми Роу, которая стала хитом в Австралии a 1967 году.
В 1967 году он непродолжительное время писал для издательского дома Robbins Music и продюсера Микки Моста, а затем перебрался в офисы управления шоу-бизнесом агентства «Kennedy Street Enterprises» в Манчестере, где пробыл четыре года. Позже Гоулдман вспоминал:

«Всё было, как в обычном офисе. Я приходил каждый день к десяти утра и работал над своими песнями до шести вечера. Это была самодисциплина, а мне она нужна».Оригинальный текст (англ.)"It was like an office. I used to go in there every morning at 10 o'clock and stay there, working on my songs, until I finished every evening at six o'clock. It was self-discipline and I need that."
В 1968 году Гоулдман выпустил три сингла как сольный артист, прежде чем записал свой дебютный сольный альбом — The Graham Gouldman Thing.

## Работа по найму (1969—1972)
К 1969 году Гоулдман заработал репутацию автора музыкальных хитов, и на него обратили внимание продюсеры Джерри Казенец и Джефф Кац, создавшие компанию Super K Productions и поставившие производство Бабблгам-музыки на поток. Они пригласили его в Нью-Йорк штамповать короткие песни. Находясь, как он сам выразился в «нижней точке творчества» (англ. "creative lowpoint"), Гоулдман принял предложение. Он вспоминал:

«Они хотели, чтобы я сочинял и записывал для них, и я подумал, почему бы нет? Со мной больше ничего не происходило в то время. В итоге я отработал на них три или четыре сессии в течение года, только сочиняя и записывая — у меня не было времени ни на что другое. Я был полностью поглощён этой рутиной „Казенец-Кац“, пока я был с ними».
Оригинальный текст (англ.)They wanted me to write and produce for them, so I figured, why not? Nothing else was happening for me at the time. All told I worked for them for three or four periods over the course of a year, just writing and recording, and had no time for anything else. I was totally involved in the whole Kasenetz-Katz thing while I was with them.
Гоулдман рассказывал, что сотрудничество с этими продюсерами оставило его выжатым и подавленным:

По утрам я приходил в офис и начинал писать, а после того как к концу дня я заканчивал песню (что для меня было очень высоким результатом), они подходили и говорили: «Выдай ещё одну!» И я отвечал: «Хорошо» — таков уж я есть. Они продолжали давить, с тем чтобы я продолжал писать. Так я провёл в их офисах где-то шесть—восемь недель, а когда прилетел домой в Манчестер, отправился прямиком к своему доктору. Мне было плохо, я не мог есть. Доктор сказал: «Ты совершенно вымотан». Не думаю, что я когда-либо чувствовал себя настолько подавленным, как тогда, вернувшись из Нью-Йорка.
Оригинальный текст (англ.)In the mornings I would go into the office and start writing and after I had finished one song in a day, which was very high output for me, they'd come up to me and say: 'Give us another song!' And I'd say 'OK' – because I'm like that. They'd keep up the pressure so that I kept on writing. I was there in their offices working like that for six or eight weeks and when I flew home to Manchester I went straight round to see my doctor. I was feeling sick and could not eat. The doctor told me: 'You are totally over-worked.' I don't think I've ever felt so depressed as I did when I came back from New York.
Позднее Гоулдман считал, что приняв сделку с американскими продюсерами, которая изначально предполагала денежный аванс, он, по его словам, «проявил алчность» и «в каком-то смысле проституировал»:

Именно тогда я несколько порастерял уверенность в своём творчестве. Какое-то время у меня не было хитов. Я чувствовал себя ужасно. Мне казалось, что просто отстал от других и мне не угнаться. Это очень угнетало.
Оригинальный текст (англ.)That was a time when I had lost a little bit of confidence in my writing. I hadn't had any hits for some time. I felt awful. I just didn't seem to be keeping up with what other people were doing. It was very depressing.
Одним из первых заданий, полученных им в Super K Productions, было написать и исполнить ведущие вокальные партии песни «Sausalito (Is the Place to Go)», которая была выпущена в июле 1969 года под маркой The Ohio Express.
В декабре 1969 года Гоулдман убедил своих боссов, что все те расхожие двухминутные песенки, что он сочиняет, могут быть исполнены и записаны им самим с помощью трёх его друзей — Кевина Годли, Лола Крима и бывшего участника группы The Mindbenders Эрика Стюарта — за меньшие деньги, чем те, что приходится платить, нанимая сессионных музыкантов. Он предложил вести работу квартета в Strawberry Studios, небольшой стокпортской звукозаписывающей студии, совладельцами которой они со Стюартом стали незадолго до того. Казенец и Кац наняли студию на три месяца работы.
Кевин Годли позже вспоминал:

Мы записали массу треков за очень короткое время. Мы работали, как машина: двадцать треков где-то за две недели (куча дерьма по сути — настоящий отстой). Мы записывали голосовки и всё прочее — это экономило им деньги. Мы исполняли даже женские подголоски.
Оригинальный текст (англ.)We did a lot of tracks in a very short time – it was really like a machine. Twenty tracks in about two weeks – a lot of crap really – really shit. We used to do the voices, everything – it saved 'em money. We even did the female backing vocals.
По окончании трёхмесячного контракта Гоулдман вернулся к работе штатного композитора-песенника компании Super K Productions в Нью-Йорке, в то время как Стюарт, Годли и Крим продолжили работу в студии и под именем Hotlegs записали трек «Neanderthal Man», ставший международным хитом. В конце 1970 года Гоулдман возвратился в Великобританию и воссоединился со товарищами по команде.

## 10cc (1972—1983)

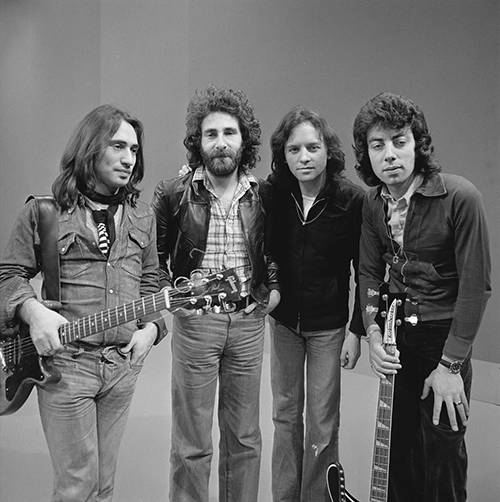
Группа 10cc в 1974 году

Четверо музыкантов продолжали работу в Strawberry Studios, записывая таких исполнителей, как Нил Седака, Дэйв Берри, Уэйн Фонтана и Herman’s Hermits, и подготавливая собственные синглы, которые они выпускали под различными лейблами (RCA, Pye и пр.) и под разными сценическими названиями (Festival, Tristar Airbus, The New Wave Band, Grumble и др.). В июле 1972 года с коллективом заключил контракт антрепренёр и продюсер Джонатан Кинг, который дал группе имя — 10cc.
В течение следующих 23 лет существования 10cc их синглы трижды занимали первую строчку в хит-парадах Великобритании, а пять альбомов входили в лучшую десятку, и Гоулдман неизменно был соавтором главных хитов группы, включая «The Wall Street Shuffle» (1974), «I'm Not in Love» (1975), «I’m Mandy, Fly Me» and «Art For Art’s Sake» (1976), «The Things We Do For Love» (1977) и «Dreadlock Holiday» (1978).
Когда в 1976 году Годли и Крим выделились из группы в самостоятельный дуэт, ориентировавшийся главным образом на музыкальные эксперименты, Гоулдман и Стюарт продолжили работу в 10сс вдвоём, время от времени сотрудничая с другими музыкантами, среди которых были Рик Фенн, Пол Бёрджес и Стюарт Тош.
Альбом Look Hear? (1980) стал последним, вошедшим в чарты, а после выхода пластинки Windows in the Jungle в 1983 году наступило затишье почти на десять лет.

## Wax (1984—1990)
В 1984 году Грэм Гоулдман и американский певец Эндрю Голд, работавшие совместно ещё в 1981 году, организовали группу Wax. В период с 1984 по 1990 год группа выпустила четыре альбома.
Голд рассказывал о том, как началось их сотрудничество:

Мне позвонил Ленни Варонкер, бывший в то время главой отдела по работе с артистами и репертуаром в Warner Bros. Он поинтересовался, нравится ли мне 10cc, и я ответил: да, ещё как. Он сказал, что группа выпускает новый альбом под названием Ten Out Of 10, и, по его мнению, хотя альбом весьма силён, он бы только выиграл в глазах американской публики, если его дополнить фрагментами, привычными американскому уху. Зная, что я англофил, он считал, что у нас всё может получиться как надо.
Я сказал, что для меня это было бы честью, если группа не против. Я переговорил с Грэмом и Эриком по телефону, и вскоре я был уже в Великобритании и принимал участие в сочинении и записи трёх треков, что доставило мне немалое удовольствие и вышло очень неплохо. Во время моего трёхнедельного пребывания c Эриком и Грэмом, мы, можно сказать, влюбились друг в друга, и вскоре они предложили мне присоединиться к команде, что меня очень тронуло. По разным причинам, которые сейчас мне кажутся глупыми, и после серьёзного обдумывания, я отказался в пользу сольной карьеры и вернулся в Америку.
Оригинальный текст (англ.)
I was called by the (then) Head of A&R at Warner Brothers Lenny Waronker, who I had known for years. He asked if I was a fan of 10cc, and I told him that indeed I was, very much. He said the band had a new album they were releasing called Ten Out Of 10, and he was of the opinion that, although the album was very strong, it might benefit the US audience to have a few additional cuts tailored more for the American ear. As he knew I was an Anglophile, we might hit it off well.
I said it would be an honour if the band said OK. I spoke to Graham and Eric by phone and soon I was in the UK, co-writing and co-producing three tracks for the album, which was a blast to do and turned out very well. During the course of my three-week stay, Eric, Graham and I fell in love, as it were, and soon they asked me to join the band, which was an extremely exciting offer. For various reasons, which now seem dumb to me, and after great consideration, I demurred in favour of pursuing my own career and returned to America.

В тот же период Моррисси записал песню Гоулдмана «East West», которая изначально была хитом в исполнении Herman’s Hermits.

## Снова 10cc (1992—1995)
После девятилетнего перерыва Гоулдман и Стюарт воскресили 10cc, чтобы записать альбом …Meanwhile (1992), в котором приняли также участие Годли, Крим и Голд. А три года спустя вышел последний альбом группы — Mirror Mirror (1995). К этому времени долголетнее сотрудничество Гоулдмана и Стюарта подошло к концу: они раздельно сочинили и записали по шесть песен, работая в разных странах, а совместно сыграли всего одну композицию — акустическую версию «I'm Not in Love». Лишь две песни финального альбома были написаны музыкантами совместно уже во время подготовки альбома в студии.

## Награды
- Член ордена Британской империи (13 июня 2025 года)[9]